# Christian Drakenberg
Christian Drakenberg, né le 18 août 1975 à Stockholm, est un joueur professionnel de squash représentant la Suède. Il atteint en octobre 2003 la 70e place mondiale sur le circuit international, son meilleur classement. Il est champion de Suède à sept reprises entre 2004 et 2020.

## Palmarès

### Titres
- Championnats de Suède : 7 titres (2004, 2006, 2009, 2010, 2012, 2018, 2020)